# Ruud Wielart
Ruud Wielart (ur. 3 maja 1954) – holenderski lekkoatleta, specjalista skoku wzwyż.
Zajął 12. miejsce w skoku wzwyż na mistrzostwach Europy juniorów w 1973 w Duisburgu.
Zdobył brązowy medal w tej konkurencji na halowych mistrzostwach Europy w 1977 w San Sebastián, przegrywając jedynie z Jackiem Wszołą z Polski i Rolfem Beilschmidtem z Niemieckiej Republiki Demokratycznej. Na mistrzostwach Europy w 1978 w Pradze odpadł w kwalifikacjach nie zaliczając żadnej wysokości. Zajął 7. miejsce na halowych mistrzostwach Europy w 1980 w Sindelfingen.
Był mistrzem Holandii na otartym stadionie w latach 1973, 1975, 1976, 1978–1980, 1985, 1986 i 1988, a w hali w latach 1974, 1976, 1977, 1979–1981, 1985 i 1986
Jedenastokrotnie poprawiał rekord Holandii w skoku wzwyż, od 2,11 m 17 czerwca 1973 w Wilhelmshaven do 2,28 m 1 września 1979 w Lejdzie. Ten ostatni wynik był rekordem kraju do 1999. 